# Pattinaggio di figura ai Giochi della VII Olimpiade - Pattinaggio di figura a coppie
La competizione del pattinaggio di figura a coppie dei Giochi della VII Olimpiade si è svolta il giorno 26 aprile 1920 al Palazzo del ghiaccio di Anversa.

## Risultati
| Pos.    | Atleta                                        | Nazione       | Punti Ordinali | Punti Totali |
| ------- | --------------------------------------------- | ------------- | -------------- | ------------ |
| Oro     | Ludovika Jakobsson Walter Jakobsson           | Finlandia     | 7,0            | 80,75        |
| Argento | Alexia Bryn Yngvar Bryn                       | Norvegia      | 15,5           | 72,75        |
| Bronzo  | Phyllis Johnson Basil Williams                | Gran Bretagna | 25,0           | 66,25        |
| 4       | Theresa Weld Nathaniel Niles                  | Stati Uniti   | 28,5           | 62,50        |
| 5       | Ethel Muckelt Sydney Wallwork                 | Gran Bretagna | 34,0           | 61,25        |
| 6       | Georgette Herbos Georges Wagemans             | Belgio        | 41,5           | 56,00        |
| 7       | Simone Sabouret Charles Sabouret              | Francia       | 45,5           | 56,25        |
| 8       | Madeleine Beaumont Kenneth Macdonald Beaumont | Gran Bretagna | 55,0           | 48,25        |